# Литвиненко Григорій Євлампійович
Григорій Євлампієвич Литвиненко (14 листопада 1914, с. Середівка (нині Згурівський район Київська область — 8 лютого 1995, м. Маріуполь) — радянський військовик, учасник німецько-радянської війни. Герой Радянського Союзу (1943).

## Життєпис
Народився 14 листопада 1914 року в селі Середівка (нині Згурівського району Київської області) у селянській родині. Українець. Член КПРС з 1939 року. Закінчив 7 класів і вчительські курси. Працював учителем у місті Красноармійськ Донецької області.
У Червоній Армії проходив службу у 1936–1939 роках. Брав участь у польському поході РСЧА військ на Західну Україну у 1939 році.
Знову призваний з вересня 1941 року. З 1941 року на фронтах німецько-радянської війни.
Командир гармати 1180-го винищувально-протитанкового артилерійського полку (13-та винищувально-протитанкова артилерійська бригада, Центральний фронт) сержант Литвиненко відзначився в Курській битві. 9 липня 1943 року, обороняючи висоту біля села Горіле (Понировський район Курської області), брав участь у відбитті 9 атак противника з використанням до 10 танків. Разом з розрахунком підбив 7 танків. Коли закінчились снаряди з товаришами взявся за стрілецьку зброю і винищував автоматичним вогнем ворожу піхоту.
1946 року гвардії лейтенант Григорій Литвиненко був звільнений у запас. Мешкав у місті Жданов (нині Маріуполь) на Донеччині. Працював вчителем у місцевих середніх школах № 16 та № 51. Григорій Євлампійович є почесним громадянином села Середівка. Одна з вулиць його рідного села названа на його честь.
Помер 8 лютого 1995 року.

## Звання та нагороди
24 грудня 1943 року Григорію Євлампійовичу Литвиненку присвоєно звання Героя Радянського Союзу.
Також нагороджений:
- орденом Леніна
- орденом Вітчизняної війни І ступеня
- орденом Червоної Зірки
- медалями